# Lalita Pawar
Pour les articles homonymes, voir Pawar.
Lalita Pawar, née Amba Laxman Rao Sagun le 18 avril 1916 à Yeola (en), quartier de Nashik au Raj britannique, morte le 24 février 1998 à Pune, est une actrice prolifique du cinéma indien, qui s'est ensuite rendue célèbre en tant qu'actrice de genre, apparaissant dans plus de 700 films des cinémas hindi, marathi et gujarati. Elle a joué dans des films à succès tels que Netaji Palkar (1938), réalisé par Bhalji Pendharkar (en), Sant Damaji de New Hana Pictures, Amrit de Navyug Chitrapat, écrit par VS Khandekar, et Gora Kumbhar de Chhaya Films. Elle a également joué des rôles mémorables dans les films Anari (en) (1959), Shree 420 et Mr. & Mrs. 55, ainsi que le personnage de Manthara (en) dans la série télévisée épique Ramayan de Ramanand Sagar.

## Biographie
Lalita Pawarest, née sous le nom d'Amba Laxman Rao Sagun le 18 avril 1916, dans une famille orthodoxe de Yeola, à Nashik. Son père, Laxman Rao Shagun, est un riche marchand de soie et de coton. 
Elle commence sa carrière d'actrice à l'âge de neuf ans dans le film Raja Harishchandra (1928) et joue ensuite des rôles principaux dans des films de l'ère du muet et des années 1940, dans une carrière qui a duré jusqu'à la fin de sa vie, couvrant sept décennies. 
Elle a coproduit et joué dans le film muet Kailash (1932), puis a produit un autre film, parlant, Duniya Kya Hai, en 1938. 
En 1942, dans le cadre d'une scène du film Jung-E-Azadi, l'acteur Bhagwan Dada (en) devait la gifler violemment. Étant un nouvel acteur, il l'a accidentellement giflée trop fort, ce qui a entraîné une paralysie faciale et l'éclatement de la veine de l'œil gauche. Trois ans de traitement plus tard, elle se retrouve avec un œil gauche défectueux ; elle a donc dû abandonner les rôles principaux et se tourner vers des rôles de genres, ce qui lui vaut une grande partie de sa célébrité plus tard dans la vie.

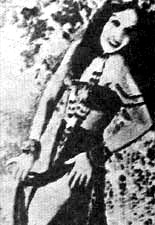
Lalita Pawar dans le film Himmat-e-Marda (1935).

Elle est connue en particulier pour avoir joué des personnages maternels, notamment des matriarches ou belles-mères méchantes. Elle a notamment joué la stricte mais gentille Mme L. D'Sa dans Anari (en) (1959) avec Raj Kapoor. Sous la direction de Hrishikesh Mukherjee, elle y donne la performance de sa vie, pour laquelle elle reçoit le Filmfare Award de la meilleure actrice dans un second rôle. Elle a également joué le rôle de la matriarche coriace qui tombe amoureuse dans Professor (en) (1962), et celui de la bossue sournoise Manthara (en) dans la série télévisée Ramayan de Ramanand Sagar. Elle a été honorée par le gouvernement indien en tant que première dame du cinéma indien, en 1961.
Son premier mariage est avec Ganpatrao Pawar, qui tourne mal à la suite de sa liaison avec sa sœur cadette. Elle épouse ensuite le producteur de films Rajprakash Gupta, des studios Ambika, à Bombay. Elle décède le 24 février 1998 à Aundh, Pune, où elle séjournait depuis un certain temps.

## Filmographie (partielle)
| Année | Film                                                 | Rôle                                     |
| ----- | ---------------------------------------------------- | ---------------------------------------- |
| 1944  | Ram Shastri (en)                                     | Anandibai (femme de Peshwa Raghunathrao) |
| 1950  | Dahej (en)                                           | Mrs. Biharilal (Mère de Suraj)           |
| 1951  | The Immortal Song (en)                               | Vitabai                                  |
| 1952  | Daag (en)                                            | Shankar (mère de Dilip Kumar)            |
| 1952  | Parchhain (en)                                       | Badi Rani                                |
| 1955  | Shree 420                                            | Ganga Mai                                |
| 1955  | Mr. & Mrs. 55                                        | Seeta Devi, tante d'Anita                |
| 1957  | Nau Do Gyarah (en)                                   |                                          |
| 1959  | Anari (en)                                           | Mrs. L. D'Sa                             |
| 1959  | Sujata                                               | Giribala, la tante de Buaji              |
| 1960  | Jhumroo (en)                                         | Mère de Jhumroo                          |
| 1961  | Junglee (Film de 1961, réalisé par Subodh Mukherjee) | Mère de Shekhar                          |
| 1961  | Hum Dono (en)                                        | Mère du major                            |
| 1961  | Sampoorna Ramayana (en)                              | Manthara                                 |
| 1962  | Professor (en)                                       | Sita Devi Verma                          |
| 1962  | Banarsi Thug (en)                                    |                                          |
| 1963  | Sehra (en)                                           | Mère d'Angara                            |
| 1963  | Sangam                                               | Mme Verma                                |